# Egoperspektive

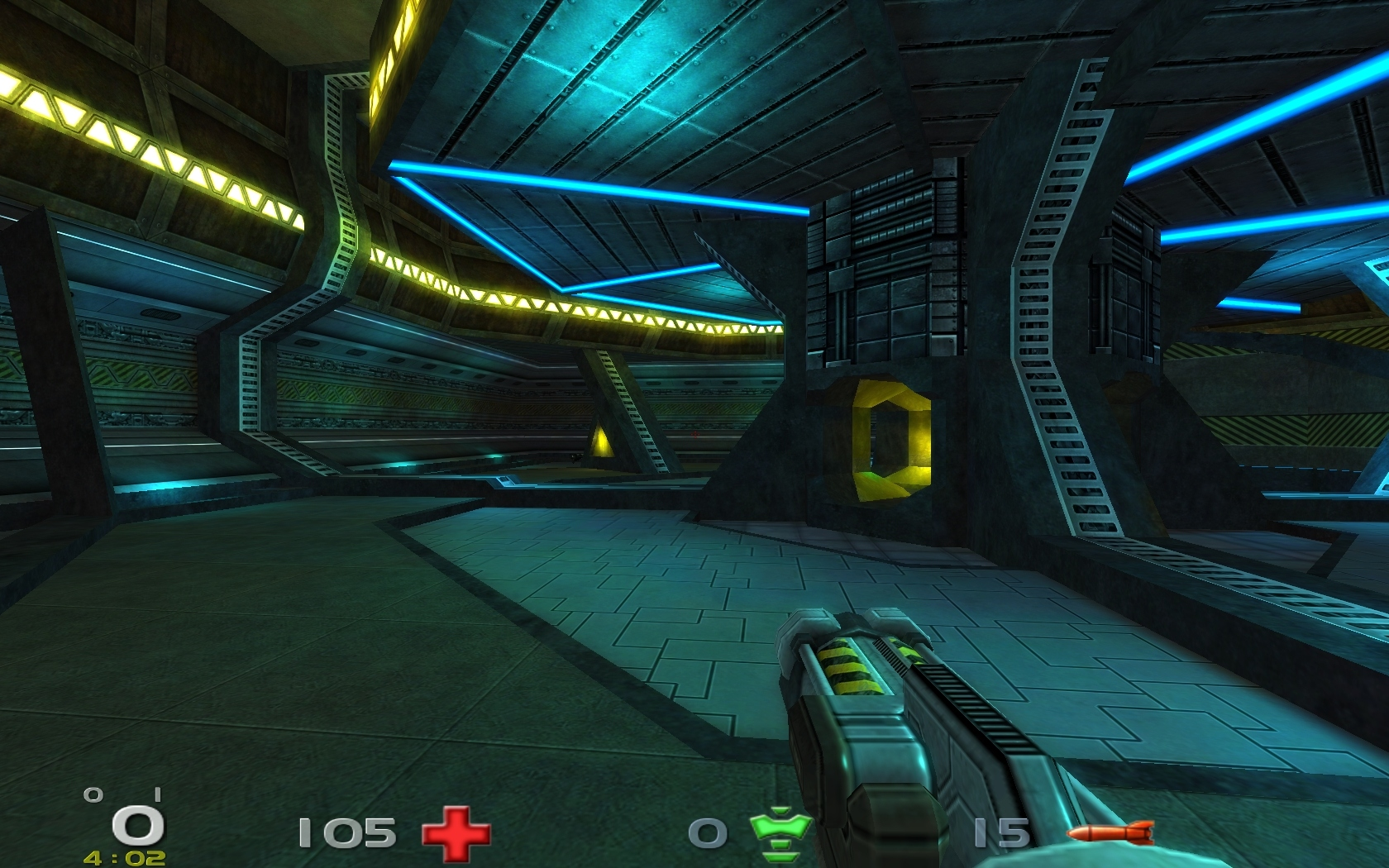
Egoperspektive in einem Ego-Shooter, hier aus dem Spiel Nexuiz

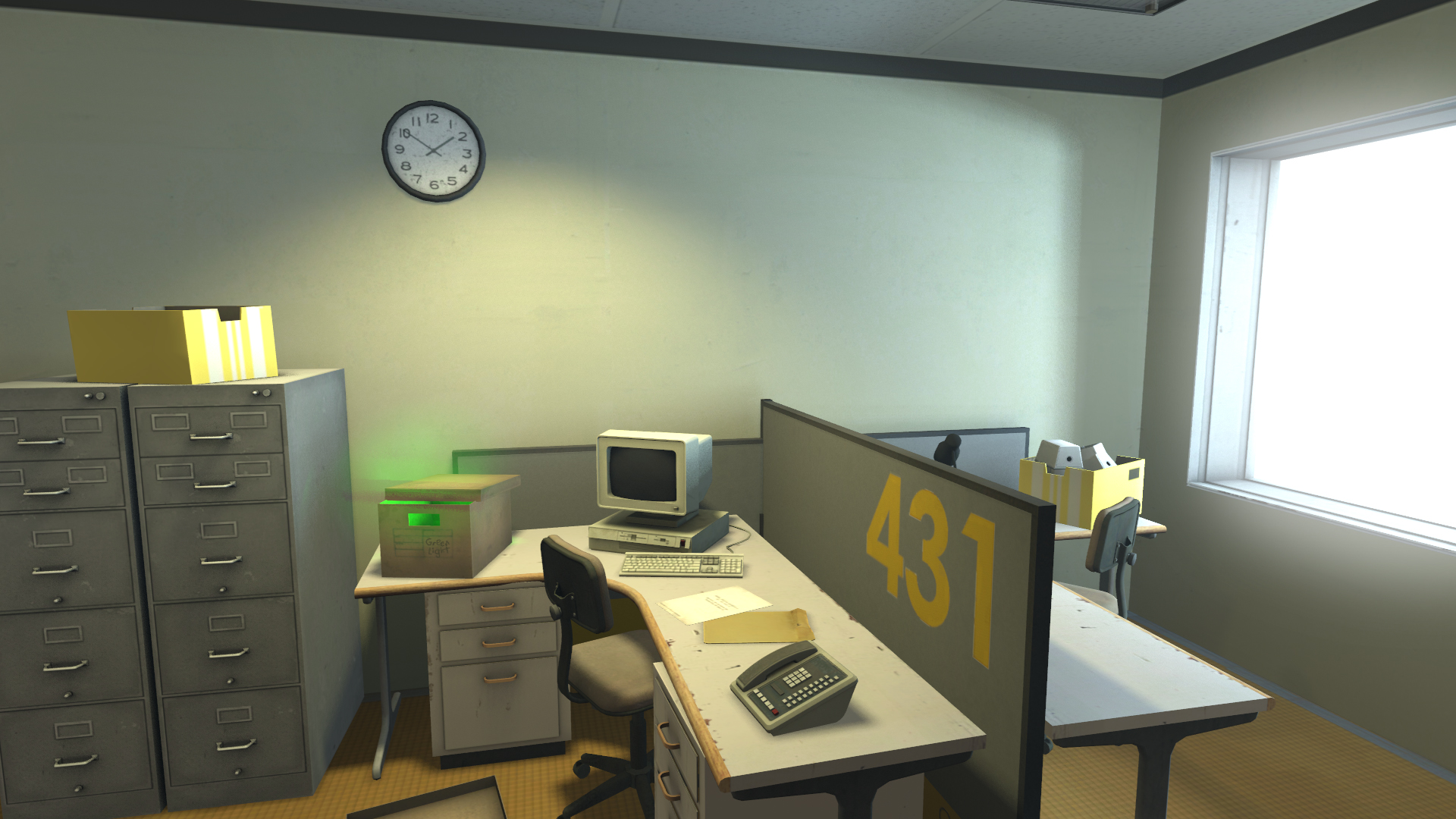
Egoperspektive in einem Adventure, hier aus dem Spiel The Stanley Parable

Die Egoperspektive, Ich-Perspektive oder First-Person-Perspektive (von lateinisch ego = ich, engl. first-person view oder first-person perspective) ist die Bezeichnung für eine Kameraperspektive in einem Computerspiel, bei der die Darstellung der Spielwelt durch die Augen der Spielfigur erfolgt. Diese Kameraperspektive ermöglicht einen hohen Grad der Immersion, da der Spieler scheinbar selbst die Position der Spielfigur einnimmt, anstatt sie von außen zu steuern. Die entsprechende Einstellung beim Film wird Point-of-View-Shot genannt.

## Hintergrund
In der Regel ist von der Spielfigur selbst nichts, beziehungsweise nur die geführte Waffe und die Arme zu sehen. In einigen 3D-Spielen sind beim Herunterblicken auch die Füße und der untere Teil des Körpers zu sehen.
In Spielen mit 2D-Grafik nutzen vor allem Adventures im Stil von Myst die Egoperspektive. Im Bereich der 3D-Spiele für den PC waren die Ego-Shooter Wegbereiter für die Umsetzung der Ich-Perspektive. Seit Quake (1996) hat sich die Steuerung mit Maus und Tastatur etabliert, wobei die Blickrichtung – die zugleich durch das Fadenkreuz in der Mitte des Bildschirms die Zielrichtung festlegt –  in alle Richtungen frei mit der Maus zu bewegen ist (free mouse look), und die Bewegungen der Spielfigur über individuell konfigurierbare Tasten (meistens WASD) erfolgt. Dieses Steuerungsschema wurde später auch von anderen Computerspiel-Genres übernommen. Im Bereich der Konsolenspiele wurden für die Egoperspektive eigene Steuerungsschemata entwickelt, die auf die Verwendung eines Controllers zugeschnitten sind.
Auch in einigen 3D-Rollenspielen und -Adventures wie zum Beispiel Morrowind steht die Egoperspektive zur Verfügung. Frühe Beispiele sind Akalabeth und Wizardry, wobei die Egoperspektive technisch durch sehr einfache Vektoren realisiert wurde. In Rollenspielen ist allerdings die Third-Person-Perspektive häufiger die Standardperspektive, weil sich in dieser Spezialbewegungen und der Kampf mit Blankwaffen besser umsetzen lassen. Mit Hilfe solcher Spezialbewegungen wie Klettern, Hangeln, Ziehen und Schieben lassen sich in Action-Adventures komplexere Rätsel und Geschicklichkeits-Einlagen umsetzen. Demgegenüber eignet sich die Egoperspektive jedoch besser zum genauen Zielen mit Distanzwaffen, weshalb einige Spiele sowohl die Egoperspektive als auch die Third-Person-Ansicht ermöglichen (z. B. Star Wars: Jedi Knight ab dem 2. Teil).
Auch in Spielhybriden aus dem Bereich der Virtuellen Realität kann oft auf eine Ich-Perspektive umgeschaltet werden. Ein frühes Beispiel hierfür ist VRML.